# Bobby Shmurda
Bobby Shmurda, de son vrai nom Ackquille Pollard, né le 4 août 1994 à Miami en Floride, est un rappeur américain. Membre du label Epic Records, il fait paraître la chanson Hot Nigga, dans laquelle il présente la « Shmoney dance ». La chanson atteint la 6e place du Billboard Hot 100, également remixée par plusieurs rappeurs dont Juicy J, French Montana, T.I. et Jeezy.
Condamné en 2016 à une peine de 7 ans de prison pour préméditation de meurtre, possession illégale d'armes et de drogues et affiliation à un gang, Shmurda a été incarcéré entre 2014 et 2021.

## Biographie
Pollard est né en Floride, d'un père jamaïcain et d'une mère originaire de Trinité, et a un frère aîné. À l'incarcération de son père, Pollard et sa mère emménagent à East Flatbush, un quartier de New York. Shmurda passe quatorze mois en détention pour, notamment, port d'arme illégal, mais aucune charge n'est finalement retenue contre lui. Pollard se lance dans le rap à l'âge de 10 ans. Son premier remix est celui du titre Knuck If You Buck de Crime Mob, en 2004.
En 2014, Shmurda se popularise grâce à sa chanson Hot Nigga, parue en mars la même année. Il y inclut le beat de la chanson Jackpot de Lloyd Banks, Jahlil Beats (en). La vidéo, contenant une chorégraphie plus tard nommée la « Shmoney dance », est réalisée durant l'été 2013. La chanson se popularise chez les utilisateurs de Vine, et mène par la suite à un mème, la Shmoney dance. Beyoncé effectue cette danse lors de sa tournée On the Run Tour. Drake utilise la chanson lors des ESPY Awards 2014,. Des versions en freestyle de la musique ont été dès lors effectuées par d'autres rappeurs comme Juicy J, French Montana, Lil Kim, Gunplay, T.I., et Jeezy.il a aussi un petit frère en France 

## Démêlés judiciaires
Le 3 juin 2014, Pollard est appréhendé et arrêté pour port illégal d'armes. Il est libéré après paiement de sa caution. En juillet 2014, Shmurda joue aux côtés de Meek Mill, et plus tard signe avec le label Epic Records. Le 29 août 2014, Shmurda fait paraître un remix reggae avec Junior Reid, Mavado, Popcaan et Jah X. Un autre remix de Hot Nigga avec Chris Brown, Jadakiss et Busta Rhymes est en cours. Shmurda publie un EP, Shmurda She Wrote plus tard en 2014, et travaille également avec Jahlil Beats sur son premier album à paraître au début de 2015,.
La police accuse Shmurda de préméditation de meurtre, de mise en danger de la vie d'autrui, et de possession illégale de drogues et d'armes ; les autres sont accusés de meurtre, tentative de meurtre, agression, et vente illégale de drogues. Shmurda plaide non coupable, et doit payer 2 millions de $ de caution. Il encourt une peine allant de 8 à 25 ans de prison. Dans sa chanson Hot Nigga, Shmurda explique avoir vendu de la drogue depuis le collège « comme Jaja lui avait appris » ; Shmurda parle également du passé de son crew et de futurs meurtres. Shmurda explique à de nombreuses reprises, lors d'interviews, que les paroles s'inspirent de sa vie, mais exprime devant la Cour suprême du New Jersey que ces paroles ne peuvent servir de preuves de sa culpabilité.
Pendant sa période en prison, Shmurda est significativement impliqué lors d'une bagarre Bloods contre Crips. Entre la fin de juin et le début de juillet 2015, les gardes l'appréhendent lui et son ex-compagne tentant de dissimuler un couteau. Lui et son ex-compagne plaident non coupables pour accusation de contrebande.
A cette même époque, Martin Shkreli, l'homme « le plus détesté des États-Unis », affirme, dans une interview qu'il est en train d'essayer de déposer une caution pour Bobby Shmurda et de faire sortir le rappeur de Brooklyn de prison,,. Après 6 ans de détention, il est libéré le 23 février 2021 et placé sous le régime de la liberté conditionelle,.

## Discographie

### Album
- 2023 : Ready To Live

### Mixtape
- 2014 : Shmurdaville

### EP
- 2014 : Shmurda She Wrote

### Singles
| Titre       | Date | Meilleure position | Meilleure position | Meilleure position | Meilleure position | Meilleure position | Meilleure position | Album             |
| Titre       | Date | US                 | US RnB             | US Rap             | FR                 | R-U                | CAN                | Album             |
| ----------- | ---- | ------------------ | ------------------ | ------------------ | ------------------ | ------------------ | ------------------ | ----------------- |
| Hot Nigga   | 2014 | 6                  | 1                  | 1                  | 161                | 74                 | 34                 | Shmurda She Wrote |
| Bobby Bitch | 2014 | 92                 | 25                 | 21                 | --                 | --                 | --                 | Shmurda She Wrote |